# Mazerny

Mazerny este o comună în departamentul Ardennes din nordul Franței. În 1 ianuarie 2022 avea o populație de 128 de locuitori.

## Personalități născute aici
- Jean Meslier (1664 - 1729), preot, filozof, precursor al Iluminismului;
- Étienne Hulot (1774 - 1850), general al Primului Imperiu Francez;
- Jean-Baptiste Fagot (1831 - 1894), om politic.